# 40th New York Infantry
Le 40th New York Volunteer Infantry Regiment, aussi connu comme le « régiment Mozart » ou la « garde de la Constitution », est un régiment d'infanterie qui a servi dans l'armée de l'Union pendant la guerre de Sécession.
Le 40th New York subit également le deuxième plus grand nombre de victimes de tout régiment de New York, derrière le célèbre 69th New York Infantry de la brigade irlandaise.

## Service

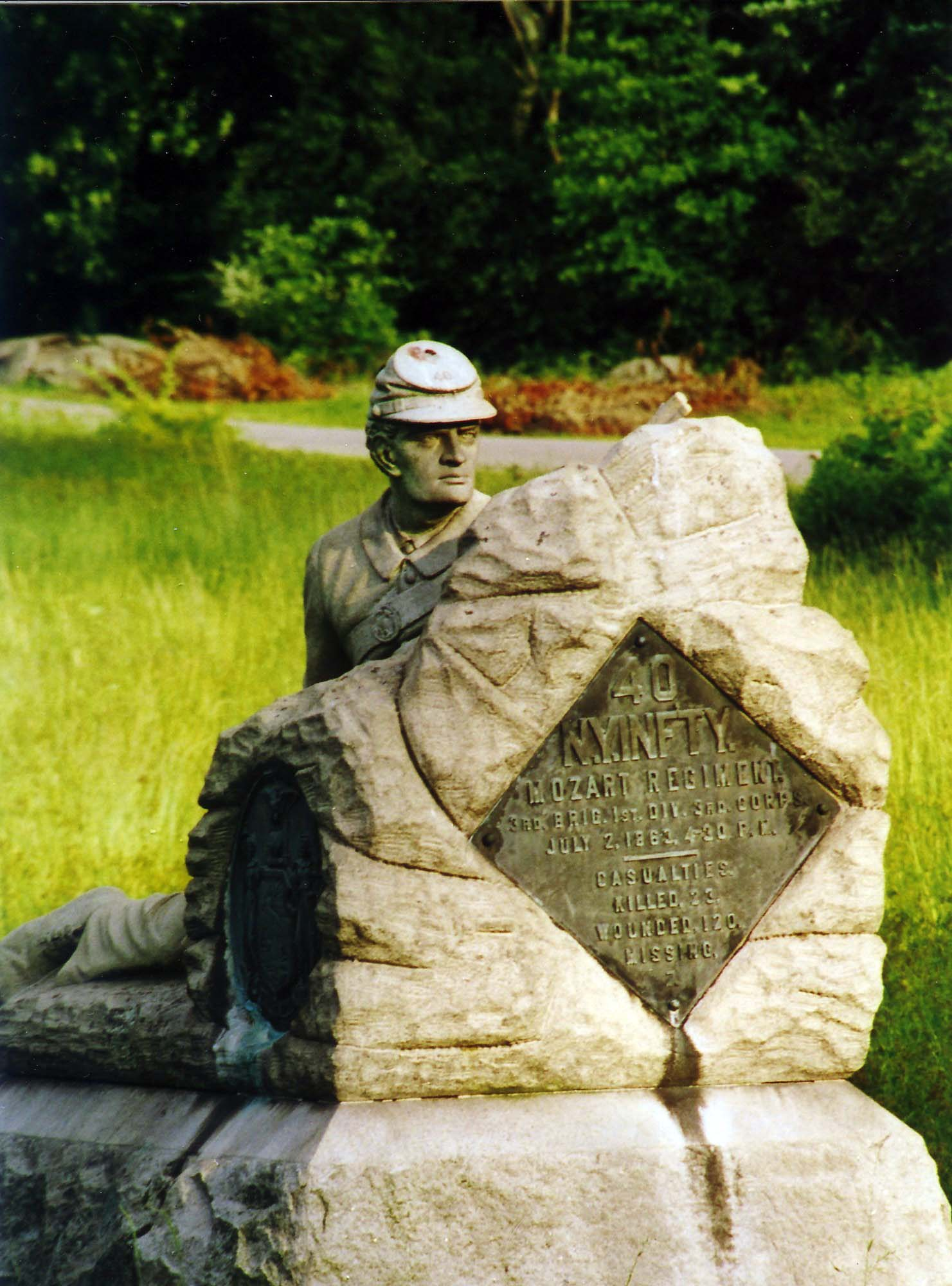
Monument du 40th New York Infantry, Gettysburg

Le 40th New York entre en service à Yonkers, New York, le 27 juin 1861, parrainé par le comité de défense de l'Union de la ville de New York par autorisation spéciale du département de la Guerre. À l'origine, le régiment est levé en tant que la garde de la Constitution des États-Unis par le colonel John S. Cocks du 2nd New York, mais l'organisation n'est pas été achevée. Avec de nouveaux parrainages du comité du Mozart Hal, il adopte le nom de régiment Mozart. En dépit d'être un régiment de l'État de New York Regiment, seule la garde de la Constitution d'origine est new-yorkaise. Le régiment est complété par quatre compagnies du Massachusetts et deux de Pennsylvanie. Le 6 septembre 1862, le régiment absorbe les hommes du rang du 87th New York Infantry. Le 30 mai 1863, il absorbe les recrues de trois ans  du 37th New York, du 38th New York, du 55th New York, et du 101st New York. Le 3 août 1864, le régiment absorbe le 74th New York.
Deux hommes du 40th New York reçoivent la médaille d'honneur pendant la guerre de Sécession. Le sergent Robert Boody de la compagnie B reçoit la médaille pour avoir transporté des camarades blessés sur le terrain lors des batailles de Williamsburg et de Chancellorsville, et le soldat Henry Klein de la compagnie E l'obtient pour la capture d'un drapeau confédéré lors de la bataille de Sayler's Creek.
Le régiment quitte le service le 27 juin 1865, après avoir participé à la grande revue des armées.

### Fair Oaks
Lors de la bataille de Fair Oaks (Seven Pines) le 40th New York obtient une grande reconnaissance pour son action du 1er juin. Le commandant du régiment, le colonel Edward J. Riley, est frappé à la tête et emporté par son cheval avant la bataille, le retirant du front. Le lieutenant-colonel Thomas W. Egan mène le régiment lors de la bataille le 31 mai et le 1er juin commande une charge à la baïonnette contre les 5th et  8th Alabama. Le régiment Mozart subit 96 pertes, y compris tous les membres de la garde des couleurs tués ou blessés. À la suite de la mort porteur des couleurs, le sergent Joseph Conroy, le caporal des couleurs Robert Grieves, lui-même grièvement blessé, plante le drapeau loin devant le régiment, avant de recevoir l'ordre d'Egan de se retirer.

### Chancellorsville
Le régiment prend part à la bataille de Chancellorsville (30 avril-6 mai 1863) au sein de la deuxième brigade de la première division du IIIe corps de l'armée du Potomac(p457),.

### Gettysburg, deuxième jour
Le 40th New York joue un rôle essentiel dans la défense du flanc gauche fédéral lors de la deuxième journée, à Gettysburg, retardant l'approche de la division de Law sur Little Round Top. Sous Devil's Den, les hommes du 40th New York sont appelés pour retarder à tout prix les éléments de la brigade de Géorgie de Benning et de la brigade de l'Alabama de Law, alors que les confédérés commencent à repousser la deuxième brigade d'Hobart Ward du troisième corps. Le 40th New York charge sept fois en aval du Plum Run, dans les rochers de Devil's Den et du Slaughter Pen.

## Total de la force et nombre de victimes
Le régiment subit la perte de 10 officiers et 228 soldats qui ont été tués ou mortellement blessés et 2 officiers et 170 soldats qui sont morts de la maladie, pour un total de 410 décès.

## Les commandants
- Colonel Edward J. Riley
- Colonel Madison M. Cannon